# Dimitrowcze
Dimitrowcze (bułg. Димитровче) – wieś w południowej Bułgarii, w obwodzie Chaskowo, w gminie Swilengrad. Według danych szacunkowych Ujednoliconego Systemu Ewidencji Ludności oraz Usług Administracyjnych dla Ludności, 15 grudnia 2018 liczyła 271 mieszkańców.
Do 1934 nosiła nazwę Dimitri kjoj.
Region wokół Dimitrowcze jest jednym z najcieplejszych w Bułgarii, charakterystyczne są suche lata i ciepłe, deszczowe zimy. Panują tu idealne warunki do uprawy winorośli, tutejsze winogrona cechują się wysoką zawartością cukru.